# Überauflösbare Gruppe
Überauflösbare Gruppe ist ein Begriff aus dem mathematischen Teilgebiet der Gruppentheorie. Es handelt sich um eine Verschärfung der Auflösbarkeit einer Gruppe.

## Definition
Eine Gruppe {\displaystyle G} heißt überauflösbar, falls es Normalteiler {\displaystyle G_{i}\vartriangleleft G} gibt mit
{\displaystyle \{1\}=G_{0}\vartriangleleft G_{1}\vartriangleleft \ldots \vartriangleleft G_{n}=G},
so dass alle Faktorgruppen {\displaystyle G_{i+1}/G_{i}} zyklisch sind.
Der wesentliche Unterschied zur Auflösbarkeit liegt darin, dass wir hier nicht nur fordern, dass {\displaystyle G_{i}} ein Normalteiler in {\displaystyle G_{i+1}} ist, um die Faktorgruppen bilden zu können, sondern die stärkere Forderung stellen, dass die {\displaystyle G_{i}} sogar Normalteiler in {\displaystyle G} sind. Überauflösbarkeit ist daher ein stärkerer Begriff als Auflösbarkeit.

## Beispiele
- Trivialerweise ist jede zyklische Gruppe überauflösbar. Damit sind die Gruppen {\displaystyle \mathbb {Z} _{n}} und {\displaystyle \mathbb {Z} } überauflösbar, sowie endliche direkte Summen aus solchen.
- Endlich erzeugte nilpotente Gruppen sind überauflösbar.[1]
- Die symmetrische Gruppe S3 ist überauflösbar aber nicht nilpotent, denn

{\displaystyle \{(1)\}\vartriangleleft \{(1),(123),(132)\}\vartriangleleft S_{3}}
erfüllt offenbar die Definition, aber da die Gruppe {\displaystyle S_{3}} triviales Zentrum hat, kann sie nicht nilpotent sein.
- Die unendliche Diedergruppe ist überauflösbar aber nicht nilpotent.[2]
- Die alternierende Gruppe A4 ist auflösbar aber nicht überauflösbar.

## Eigenschaften
- Überauflösbare Gruppen sind auflösbar, wie zur Definition bereits bemerkt wurde.
- Überauflösbare Gruppen sind polyzyklisch.
- Überauflösbare Gruppen genügen der Maximalbedingung, das heißt jede nicht-leere Menge von Untergruppen enthält eine maximale Untergruppe. Daraus folgt, dass jede Untergruppe endlich erzeugt ist. Insbesondere sind überauflösbare Gruppen stets endlich erzeugt.
- Die definierende Reihe von Normalteilern einer überauflösbaren Gruppe ist nicht eindeutig bestimmt. Durch geeignete Operationen kann man sogar zu einer Reihe {\displaystyle \{1\}=G_{0}\vartriangleleft G_{1}\vartriangleleft \ldots \vartriangleleft G_{n}=G} übergehen, deren Faktoren {\displaystyle G_{i+1}/G_{i}} wie folgt angeordnet sind: zunächst kommen alle zu {\displaystyle \mathbb {Z} _{p}} mit ungerader Primzahl p isomorphen Faktoren, und zwar in absteigender Reihenfolge, dann alle zu {\displaystyle \mathbb {Z} } isomorphen Faktoren und schließlich alle zu {\displaystyle \mathbb {Z} _{2}} isomorphen Faktoren.[3]
- Ist {\displaystyle G} überauflösbar, so ist die Fitting-Untergruppe {\displaystyle \mathrm {Fit} (G)} nilpotent und die Faktorgruppe {\displaystyle G/\mathrm {Fit} (G)} ist endlich und abelsch.[4]

## Vererbungseigenschaften
- Untergruppen und homomorphe Bilder überauflösbarer Gruppen sind wieder überauflösbar.[5]
- Die Umkehrung gilt nicht, die Klasse der überauflösbaren Gruppen ist nicht gegenüber Erweiterungen abgeschlossen. Die alternierende Gruppe {\displaystyle A_{4}} enthält einen zur Kleinschen Vierergruppe isomorphen Normalteiler {\displaystyle V}. Dann sind {\displaystyle V} und {\displaystyle A_{4}/V\cong \mathbb {Z} _{3}} überauflösbar, {\displaystyle A_{4}} selbst ist aber nicht überauflösbar.
- Bestimmte Erweiterungen allerdings sind überauflösbar: Ist {\displaystyle G} eine Gruppe mit einem zyklischen Normalteiler {\displaystyle N}, so dass {\displaystyle G/N} überauflösbar ist, so ist {\displaystyle G} überauflösbar.[6]
- Endliche direkte Summen überauflösbarer Gruppen sind wieder überauflösbar.[7]
- Unendliche direkte Summen sind in der Regel nicht überauflösbar. So ist {\displaystyle \oplus _{n\in \mathbb {N} }\mathbb {Z} _{2}} nicht überauflösbar, denn diese Gruppe genügt nicht der Maximalbedingung.

## Endliche Gruppen
Für endliche Gruppen bestehen einige äquivalente Charakterisierungen, für die folgende Begriffe benötigt werden. {\displaystyle \Phi (G)} bezeichne die Frattinigruppe der Gruppe {\displaystyle G}. Unter einer maximalen Kette in {\displaystyle G} versteht man eine Kette {\displaystyle \{1\}=M_{0}<M_{1}<\ldots <M_{n}=G} von Untergruppen, so dass jedes {\displaystyle M_{i}} maximale Untergruppe in {\displaystyle M_{i+1}} ist für {\displaystyle 0\leq i<n}, die Zahl n heißt die Länge dieser Kette.
Für eine endliche Gruppe {\displaystyle G} sind äquivalent:
- {\displaystyle G} ist überauflösbar.
- (B. Huppert) Jede maximale Untergruppe hat eine Primzahl als Index.[8]
- {\displaystyle G/\Phi (G)} ist überauflösbar.[9]
- (K. Iwasawa) Je zwei maximale Ketten in {\displaystyle G} haben dieselbe Länge.[10]

Für endliche Gruppen gelten die Implikationen
zyklisch   {\displaystyle \Rightarrow }   abelsch   {\displaystyle \Rightarrow }   nilpotent   {\displaystyle \Rightarrow }   überauflösbar   {\displaystyle \Rightarrow }   auflösbar.
Das obige Beispiel {\displaystyle \oplus _{n\in \mathbb {N} }\mathbb {Z} _{2}} zeigt, dass für unendliche Gruppen aus abelsch nicht notwendig überauflösbar folgt.